# Villeta (Cundinamarca)
Villeta é um município da Colômbia, localizado na província Gualivá, departamento de Cundinamarca.